# Брудні гроші (фільм, 1996)
Брудні гроші (англ. Blood Money) — американський трилер 1996 року.

## Сюжет
Кілер виходить на свободу, одержимий жагою помститися всім, хто давав проти нього свідчення і допоміг посадити його за ґрати.

## У ролях
| Актор             | Роль                |
| ----------------- | ------------------- |
| Джеймс Бролін     | лейтенант Кінкейд   |
| Біллі Драго       | агент Пірс          |
| Дін Тароллі       | Стюарт /Генк        |
| Трейсі Лордс      | Венді Монро         |
| Сонні Карл Девіс  | Лестер Грайсем      |
| Кетерін Армстронг | Сінді               |
| Бентлі Мітчем     | Декстер             |
| Тоні Пірс         | Себбіт              |
| Елісон Мойр       | Келлі Райан         |
| Марк Руффало      | адвокат             |
| Ентоні Пондзіні   | Нік Венто           |
| Том Бадал         | Фред                |
| Джек Серіно       | детектив Пастореллі |